# Țăcăniții
Țăcăniții este un film românesc din 2002 regizat de Gérard Cuq. Rolurile principale au fost interpretate de actorii Tomi Cristin, Christophe Laubion, Ingrid Chauvin.

## Distribuție
Distribuția filmului este alcătuită din:
- Tomi Cristin — Sniper
- Richard Bovnoczki — Nebunul care face pipi
- Rudy Rosenfeld
- Ingrid Chauvin — Cyborg
- Eric Metayer — Lagache
- Florina Cercel — Mama Cyborg
- Eugen Cristea
- Sanda Toma
- Denis Karvil — Spirou
- Bernard Farcy — Șef RAID
- Constantin Drăgănescu — Nebunul isteric
- Horațiu Mălăele
- Radu Gabriel
- Petre Lupu
- Alexandru Bindea
- Alexandru Georgescu — Nebunul
- Daniela Nane — Directoarea băncii
- Christophe Laubion — Debe
- Dan Condurache — Nebunul care fumează
- Cătălina Mustață

## Primire
Filmul a fost vizionat de 3.286 de spectatori în cinematografele din România, după cum atestă o situație a numărului de spectatori înregistrat de filmele românești de la data premierei și până la data de 31 decembrie 2014 alcătuită de Centrul Național al Cinematografiei.